# Andreas Trautmann
Andreas Trautmann (ur. 21 maja 1959 w Dreźnie) – były wschodnioniemiecki piłkarz występujący na pozycji pomocnika.

## Kariera klubowa
Trautmann karierę rozpoczynał jako junior w klubie BSG Empor Tabak Drezno. W 1973 roku trafił do juniorskiej ekipy Dynama Drezno. W 1978 roku został włączony do jego pierwszej drużyny. W 1982, 1984 oraz 1985 zdobywał z klubem Puchar NRD. W 1989 wygrał z zespołem mistrzostwo NRD, a także został wybrany Piłkarzem Roku w NRD. Rok później ponownie zdobył z klubem mistrzostwo NRD oraz Puchar NRD. Latem tego samego roku Trautmann został graczem Fortuny Kolonia. W 2. Bundeslidze zjednoczonych Niemiec zadebiutował 29 lipca 1990 w przegranym 0:2 meczu z Preußen Münster. W listopadzie 1990 powrócił do Dynama Drezno. Potem był graczem klubu Dresdner FC, gdzie w 1994 roku zakończył karierę. Po zakończeniu kariery był trenerem klubu VfL Pirna-Copitz.

## Kariera reprezentacyjna
W 1980 roku Trautmann zdobył z reprezentacją NRD srebrny medal Letnich Igrzysk Olimpijskich, po porażce w finale turnieju 0:1 z Czechosłowacją. W kadrze NRD Trautmann zadebiutował 10 lutego 1983 w wygranym 2:0 towarzyskim meczu z Tunezją. 22 marca 1989 w zremisowanym 1:1 towarzyskim spotkaniu z Finlandią strzelił pierwszego gola w drużynie narodowej. Po raz ostatni w kadrze zagrał 20 maja 1989 w zremisowanym 1:1 pojedynku eliminacji Mistrzostw Świata 1990 z Austrią. W latach 1983–1989 w drużynie narodowej rozegrał w sumie 14 spotkań i zdobył jedną bramkę.